# 궁둥뼈가시
궁둥뼈가시(ischial spine), 또는 좌골극은 골반의 궁둥뼈 몸통의 뒤쪽 경계에 튀어나와 있는 부분이다. 가늘고 뾰족한 삼각형의 융기이며 몇몇 사람들에서는 더 길거나 짧을 수 있다.

## 구조
| 부분        | 부착                         |
| ----------- | ---------------------------- |
| 바깥쪽 면   | 위쌍동근                     |
| 안쪽 면     | 꼬리근, 항문올림근, 골반근막 |
| 가시 끝부분 | 엉치가시인대                 |

음부신경은 궁둥뼈가시에 가깝게 위치하며 주행한다.

## 임상적 중요성
음부신경이 궁둥뼈가시 근처에 있기 때문에 음부신경 마취를 할 때 기준 역할을 할 수 있다.

## 추가 이미지

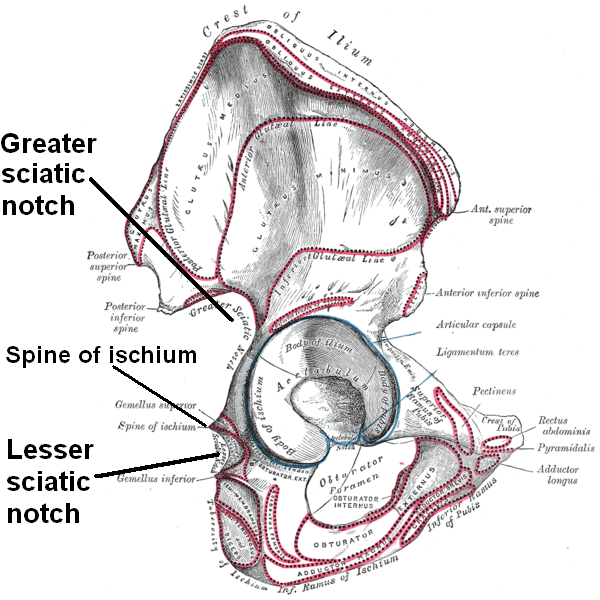
오른쪽 골반뼈 바깥쪽 표면. 궁둥뼈가시에 의해 분리된 큰궁둥패임과 작은궁둥패임이 표시됨.
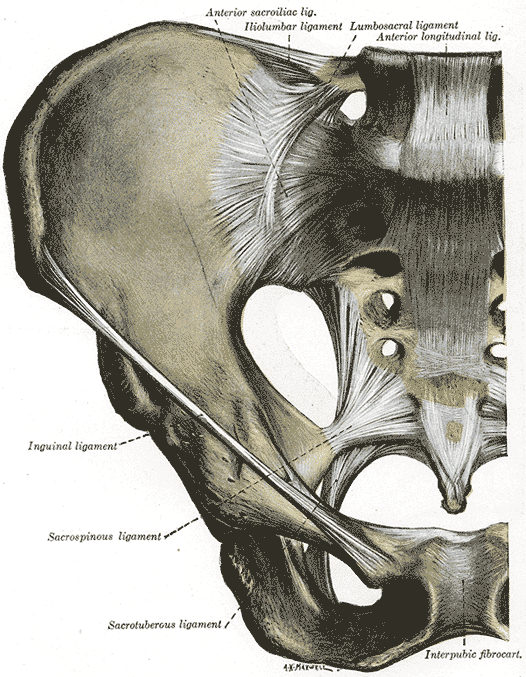
골반의 관절. 앞에서 본 그림.
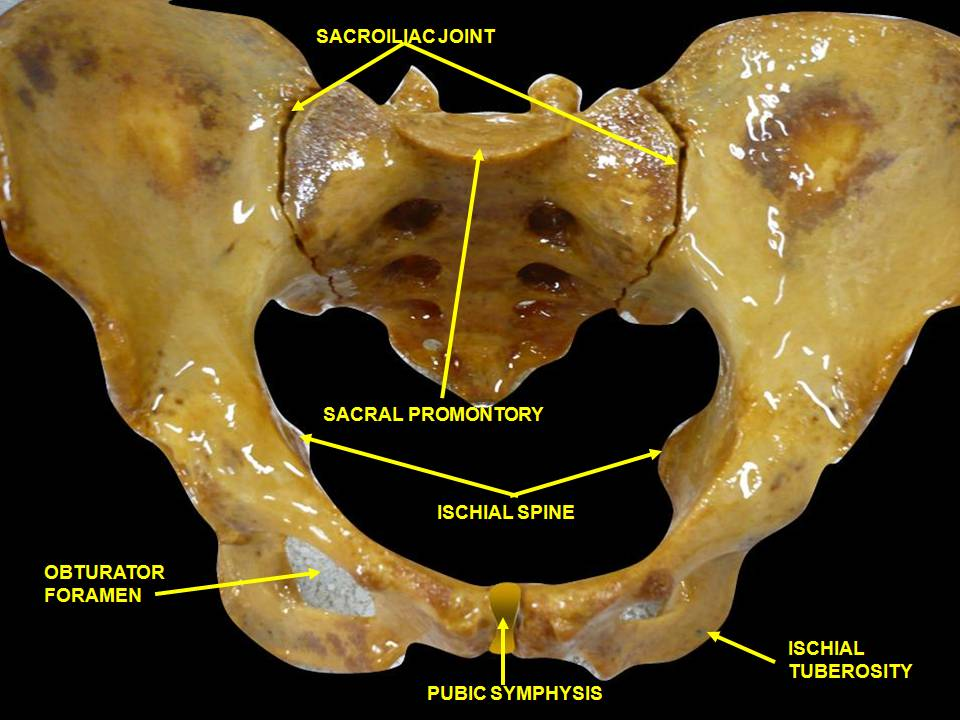
골반을 앞에서 본 사진.

## 참고 문헌
이 문서는 현재 퍼블릭 도메인에 속하는 그레이 해부학 제20판(1918) page 235의 내용을 기초로 작성된 글이 포함되어 있습니다.